# Swami Prabhavananda
Swami Prabhavananda (26 de diciembre de 1893 - 4 de julio de 1976) fue un filósofo y maestro espiritual de India.

## Biografía
Nació en India, donde se unió a la Orden de Shri Ramakrishna luego de graduarse en la Universidad de Calcuta en 1914. 
Fue iniciado por Swami Brahmananda y enviado en 1923 a Estados Unidos donde trabajó en la Sociedad Vedanta de San Francisco. 
En 1925 funda la Vedanta Society of Portland y en 1929 se establece en Los Ángeles fundando la Vedanta Society of Southern California.
Durante su dirección la sociedad se transforma en la mayor difusora de la cultura india en el occidente con monasterios en Hollywood, Trabuco Canyon y Santa Bárbara (California).
Su estilo y enfoque filosófico atrajo e influyó a varios escritores tales como Christopher Isherwood, Frederick Manchester, Aldous Huxley y Gerald Heard.

## Influencias
- Christopher Isherwood, My guru and his disciple,[1]

### Publicaciones
- The spiritual heritage of India - ISBN 0-87481-035-3

- Historical Vedic religion and Philosophy

- The Eternal Companion

- The Sermon on the Mount according to Vedānta

- Religion in Practice

- Yoga and Mysticism

### Traducciones al inglés
- The Wisdom of God (Srimat Bhagavatam), ISBN 81-7823-315-0

- Shankara's Crest-jewel of discrimination (Viveka Choodamani) - con Christopher Isherwood, ISBN 0-87481-038-8

- The Upanishads - con Frederick Manchester, ISBN 0-451-52848-4

- The Song of God: Bhagavad-gītā - con Christopher Isherwood, ISBN 0-451-52844-1

- How to know God, the Yoga aphorisms of Patanjali - con Christopher Isherwood, ISBN 0-87481-041-8

- Swami Premananda: Teachings and Reminiscences